# Паса-и-Фика
Паса-и-Фика (порт. Passa e Fica)  —  муниципалитет в Бразилии, входит в штат Риу-Гранди-ду-Норти. Составная часть мезорегиона Сельскохозяйственный район штата Риу-Гранди-ду-Норти. Входит в экономико-статистический  микрорегион Агрести-Потигуар. Население составляет 9664 человека на 2006 год. Занимает площадь 42,137 км². Плотность населения — 229,3 чел./км².

## Статистика
- Валовой внутренний продукт на 2003 год составляет 16 841 328,00 реалов (данные: Бразильский институт географии и статистики).
- Валовой внутренний продукт на душу населения на 2003 год составляет 1860,51 реалов (данные: Бразильский институт географии и статистики).
- Индекс развития человеческого потенциала на 2000 год составляет 0,611 (данные: Программа развития ООН).